# Bancroft (Ontario)
Bancroft – nieduże miasteczko (ang. town) w Kanadzie, w prowincji Ontario, w hrabstwie Hastings.
Powierzchnia Bancroft to 227,85 km². Według danych spisu powszechnego z roku 2006 Bancroft liczy 3,838 mieszkańców.

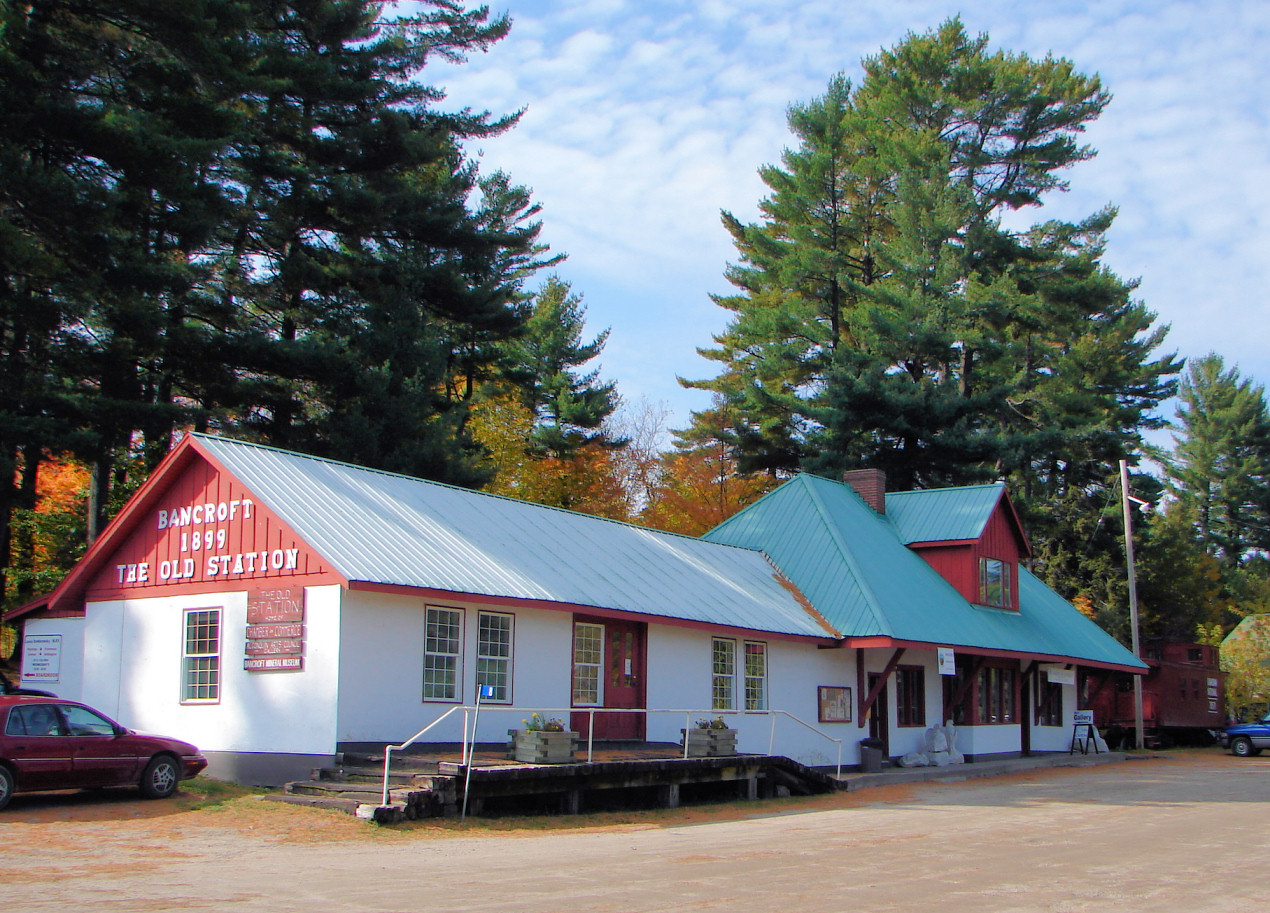
Stara stacja kolejowa w Bancroft